# 타오란팅역
타오란팅역(중국어: 陶然亭站)은 중국 베이징시 시청구 바이즈팡 가도·타오란팅 가도 접경의 차이스커우 대가·타오란팅로·바이즈팡 동가 교차로에 위치한 베이징 지하철 4호선 지하철역으로 2009년 9월 28일 개장했다.

## 역 구조
타오란팅역은 지하역으로서 섬식 승강장으로 설계되었으며, A(서북), B(동북), C(남동), D(서남) 등 4개의 출구를 갖추고 있다.

### 층별 구조
| 지면층          | 지면                            | A－D출구                                      |
| 지하 1층        | 분리식 대합실                   | 보안 검색, 자동 매표기, 고객 센터 등          |
| 지하 2층 승강장 | ←                               | ■ 4호선 안허차오베이 방면 (차이스커우)        |
| 지하 2층 승강장 | 섬식 승강장, 왼쪽 출입문이 열림 |                                               |
| 지하 2층 승강장 | →                               | ■ 4호선 톈궁위안 방면 (다싱 선) (베이징 남역) |

### 승강장
타오란팅역에는 1개의 섬식 승강장이 설치되어 있으며, 차이스커우 대가 아래에 있다.

### 출구
|                            | |      |             |
| 출구                       | 출구 인근 | 사진 | 무장애 시설 |
| 出口 · A                   | 바이즈팡 동가(북측), 베이징기 제140중학교, 베이징연합대학 계속교육학원, 아시아-태평양 센터(亚泰中心), 완서우 공원(万寿公园)                      |      |             |
| 出口 · C                   | 차이스커우 대가(동측), 뤼자 타오란팅 호텔, 장궁 병원, 베이징시 제15중학교, 북방곤곡극장(北方昆曲剧院)                                            |      |             |
| 出口 · D                   | 바이즈팡 동가(남측), 베이징시 선무사범학교 부속 제1소학교, 싼자오쓰 유치원, 경제일보사, 시청구인민법원(남구), 타이란주(泰然居), 칭즈위안(清芷园) |      |             |
| 아이콘 설명: 휠체어 리프트 | |      |             |

## 같이 보기
위키미디어 공용에 타오란팅역 관련 미디어 분류가 있습니다.
- 베이징 지하철 4호선